# Баба (лунный кратер)
Кратер Баба (лат. Bhabha), не путать с кратером Бава (лат. Bawa), — крупный ударный кратер, расположенный в южной полярной области обратной стороны Луны. Название дано в честь индийского физика, сыгравшего значительную роль в развитии индийской атомной науки и техники Хоми Джехангира Баба (1909—1966) и утверждено Международным астрономическим союзом в 1970 г. Образование кратера относится к нектарскому периоду.

## Описание кратера
Кратер находится в центре бассейна Южный полюс — Эйткен. С северо-западной стороны к нему примыкает кратер Бозе, на востоке находится кратер Стоней, на юге — кратер Беллинсгаузен. Селенографические координаты центра кратера — 55°30′ ю. ш. 165°19′ з. д. / 55,5° ю. ш. 165,31° з. д., диаметр — 70 км, глубина — 2,7 км.
Вал кратера почти правильной циркулярной формы, за исключением впадины в северо-западной части, образованной кратером Бозе, практически не разрушен. Высота вала над окружающей местностью составляет 1240 м, объем кратера приблизительно 3500 км³. Внутренний склон вала имеет террасовидную структуру, особенно заметную в юго-восточной части. Дно чаши кратера сравнительно ровное, имеется группа центральных пиков общим диаметром 14 км, расположенных полукругом. Состав центральных пиков — анортозитовый габбро-норит, анортозитовый норит, габбро-норит и габбро.К северу от группы центральных пиков находится маленький кратер. В юго-восточной части чаши кратера видны следы более темных пород.

## Сателлитные кратеры
Отсутствуют